# لوسی (شامپانزه)
لوسی (به انگلیسی: Lucy) (1964–1987) یک شامپانزه معمولی متعلق به مؤسسه مطالعات نخستی‌ها در اکلاهما بود و توسط موریس کی. تمرلین، روان‌درمانگر و استاد دانشگاه اکلاهما و همسرش جین بزرگ شد.

## پس‌زمینه
تمرلین و همسرش، لوسی را طوری بزرگ کردند که گویی او یک کودک انسان است. آنها به او یاد دادند که با ظروف نقره غذا بخورد، خودش لباسش را بپوشد، مجلات را ورق بزند و روی یک صندلی پشت میز شام بنشیند. به‌عنوان بخشی از پروژه زبان میمونی، او درنهایت ۱۴۰ علامت از زبان اشاره آمریکایی (ای‌اس‌ال)، که توسط راجر فوتس نخستی‌شناس به او آموخته شد، یادگرفت. او در مجله لایف ظاهر شد، جایی که او به‌دلیل نوشیدن جین، پرورش یک گربه و استفاده از پلی‌گرل (مجله حاوی تصاویر برهنه و نیمه‌برهنه مردان) و جاروبرقی برای ارضای جنسی مشهور شده بود. متعاقباً، وقتی تمرلین او را برای اولین بار با یک شامپانزه نر آشنا کرد. لوسی ترسیده بود و با او ارتباطی نداشت چه برسد به اینکه او را جذاب بداند. فوتس نوشته است که وقتی هر روز صبح ساعت ۸:۳۰ به خانه لوسی می‌رسید، لوسی با آغوش از او استقبال می‌کرد، کتری را می‌گرفت، آن را پر از آب می‌کرد، دو فنجان و چای کیسه‌ای پیدا کرده و چای سرو می‌کرد.
در زمانی که لوس۱۲ ساله بود، بسیار قوی شده بود و برای ماندن در خانه تمرلین بسیار مخرب و خطرناک بود. سرانجام او به‌همراه جنیس کارتر، دانشجوی فارغ‌التحصیل روان‌شناسی دانشگاه اکلاهما، به مرکز توان‌بخشی شامپانزه‌ها در گامبیا فرستاده شد. کارتر قصد داشت تنها سه هفته با لوسی بماند تا انتقال او به یک زیستگاه در فضای باز را آسان‌تر کند. استلا مارسدن، که پروژه توان‌بخشی شامپانزه را اداره می‌کرد، اظهار داشت که سن و سابقه لوسی به این معنی است که او کاندیدای مناسبی برای توان‌بخشی نیست. گزینه انسانی‌تر برای لوسی بازنشستگی و ادامه زندگی با شامپانزه‌های دیگر بود که نمی‌توانستند توان‌بخشی شوند و همچنان به دریافت غذا، مجلات، اسباب‌بازی‌ها و غیره ادامه دهد چراکه از بدو تولد به آنها عادت کرده بود. لوسی برای سال‌ها قادر به برقراری ارتباط با شامپانزه‌های دیگر موجود در مرکز توان‌بخشی نبود و هرگز تولید مثل نکرد و تنها به انسان‌ها علاقه جنسی نشان داد. لوسی علائم بسیاری از افسردگی، از جمله امتناع از غذا خوردن را داشت و ازطریق زبان اشاره علامت «آسیب» را نشان می‌داد. اگرچه والدین او، تمرلین، تنها چند هفته با لوسی در گامبیا اقامت داشتند، جانیس کارتر سال‌ها در آن مرکز ماند و زمان زیادی را برای کمک به لوسی برای کشف زندگی در طبیعت اختصاص داد.
یک سال پس از ترک لوسی، کارتر با تعدادی از وسایل لوسی مانند آینه‌اش بازگشت. لوسی و گروهی از شامپانزه‌ها به او سلام کردند و لوسی با حرارت او را در آغوش گرفت، سپس با شامپانزه‌های دیگر به عقب رفت، کارتر این رفتار او را سازگاری لوسی با زندگی در طبیعت تعبیر کرد. یک سال پس از آن، کارتر مجدداً برگشت و این بار اسکلت لوسی را دید که دست‌هایش را از دست داده بود، سرش از بقیه بدنش جدا شده بود و هیچ اثری از پوست یا مو نداشت. کارتر به این نتیجه رسید که فقدان ترس لوسی از انسان‌ها او را مستعد شکار غیرقانونی کرده است. بااین‌حال، دیگرانی که از نزدیک در توان‌بخشی لوسی شرکت داشتند، این احتمال را زیر سؤال می‌برند، زیرا اسکلت، در حالت تجزیه پیشرفته خود، نمی‌توانست شواهدی مبنی‌بر شکار غیرقانونی به‌دلیل سایر علل مرگ ارائه دهد.

## پوشش خبری
داستان زندگی لوسی موضوع یک قسمت یک ساعته رادیولب در سال ۲۰۱۰ با عنوان «لوسی» بود. گزیده‌هایی از این نمایش نیز در این زندگی آمریکایی با عنوان «تله والدین» پخش شد. هر دو داستان بر استرس عاطفی مادام‌العمر لوسی تمرکز دارند.

## کتاب‌های تمرلین
- لوسی: بزرگ شدن انسان: دختر شامپانزه در خانواده یک روان‌درمانگر، تمرلین، موریس. ۱۹۷۶ شابک ‎۰-۸۳۱۴-۰۰۴۵-۵
- برچسب زدن جنون، مشارکت کننده، «اثرات پیشنهادی در تشخیص روان‌پزشکی»، توماس جی. شف، (ویرایشگر)، پرنتیس هال، شرکت، انگلوود کلیفس، نیوجرسی، ۱۹۷۵.
- روان‌شناسی اجتماعی تشخیص بالینی, دانشگاه اوکلاهما، گروه روان‌شناسی ۱۹۶۶